# Tricentrogyna priscilla
Tricentrogyna priscilla är en fjärilsart som beskrevs av William Schaus 1913. Tricentrogyna priscilla ingår i släktet Tricentrogyna och familjen mätare. Inga underarter finns listade i Catalogue of Life.